# Alexandrův pás

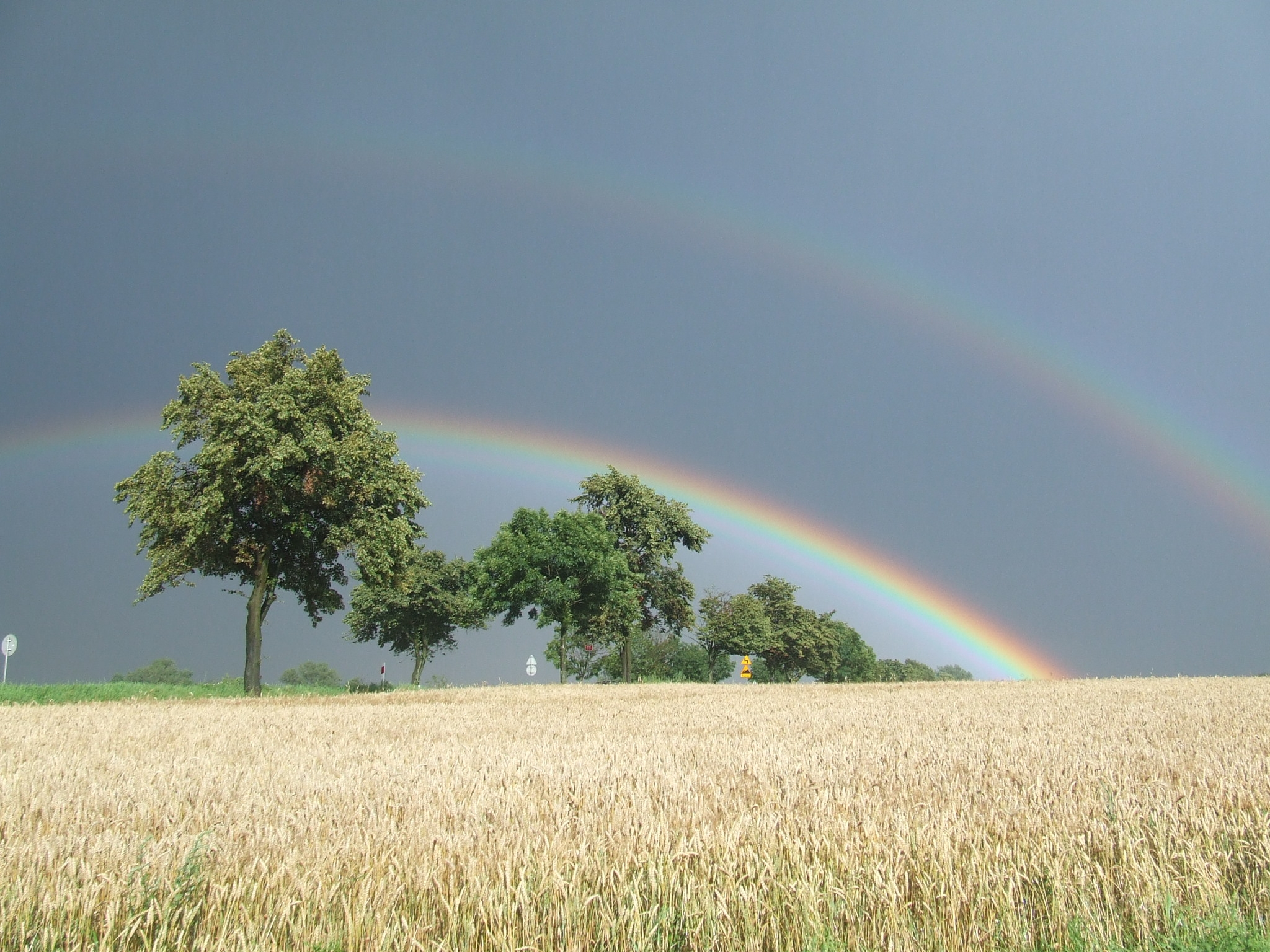
Alexandrův pás

Alexandrův pás, nebo také Alexandrův tmavý pás, je optický jev spojený s duhou. Jedná se o tmavý pás oblohy mezi dvěma duhami, který je způsoben různými úhly lomu světla uvnitř vodních kapek.

## Popis

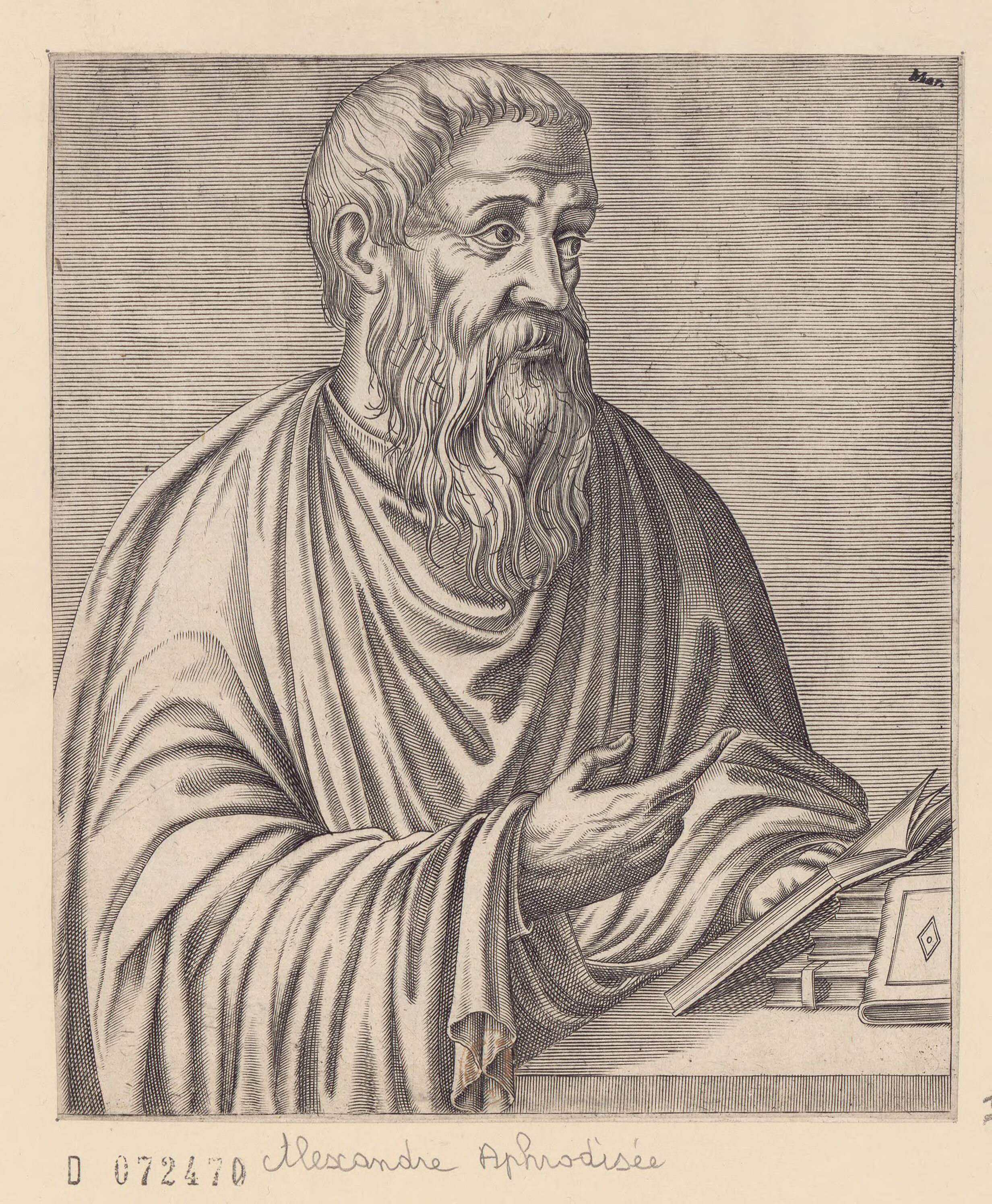
Alexandr Afrodisijský

Jev byl pojmenován po Alexandru Afrodisijskému, který ho poprvé popsal ve 3. století ve svém spisu Komentář ke knize Aristotelovy meteorologie.

## Fyzikální podstata
Tmavý pruh v důsledku úhlů odchylky primární a sekundární duhy. Oba oblouky existují díky optickému efektu zvanému úhel minimální odchylky. Index lomu vody zabraňuje vychýlení světla pod menšími úhly. Minimální úhel odchylky pro primární oblouk je 137,5°. Světlo se může odchýlit až o 180°, což způsobí, že se odrazí zpět k pozorovateli. Světlo, které je vychýleno ve středních úhlech, rozjasňuje vnitřek duhy.
Minimální úhel odchylky pro sekundární oblouk je asi 230°. Skutečnost, že tento úhel je větší než 180°, dělá de facto naruby obrácenou verzi primárního oblouku. Jeho barvy jsou obrácené a světlo, které je vychýleno ve větších úhlech, rozjasňuje oblohu mimo střed.
Mezi oběma pásy leží oblast neosvětlené oblohy, kterou moderní fyzika označuje jako Alexandrův pás. Světlo odrážené dešťovými kapkami v této části oblohy se neodráží k pozorovateli duhy.

Schéma Alexanderova pásu